# Майкл Фут
Майкл Фут (англ. Michael Foot; *22 липня 1913 — †3 березня 2010) — британський політик, який на початку 1980-х років очолював Лейбористську партію.
Фут був вперше обраний до парламенту в 1945 році й залишався депутатом Палати громад протягом 42 років. Він прославився як яскравий оратор і автор багатьох публіцистичних статей і книг.
Майкл Фут був представником лівого крила партії, одним із лідерів руху за ядерне роззброєння. Фут пішов у відставку з посади лідера лейбористів у 1983 році, після разючої поразки на виборах, яку завдали його партії консерватори на чолі з Маргарет Тетчер. 